# Otira (Nouvelle-Zélande)
Otira est une petite ville de la région de la West Coast, située dans le centre de l’Île du Sud de la Nouvelle-Zélande.

## Situation
Elle est localisée à quinze kilomètres au nord du col de Arthur's Pass.
C’est l’approche par le nord du col, un passage clé entre la vallée de la rivière Otira et la rivière Bealey, très haut dans les Alpes du Sud.

## Toponymie
Otira signifie  "o" (place de) et "tira" (le voyageur).

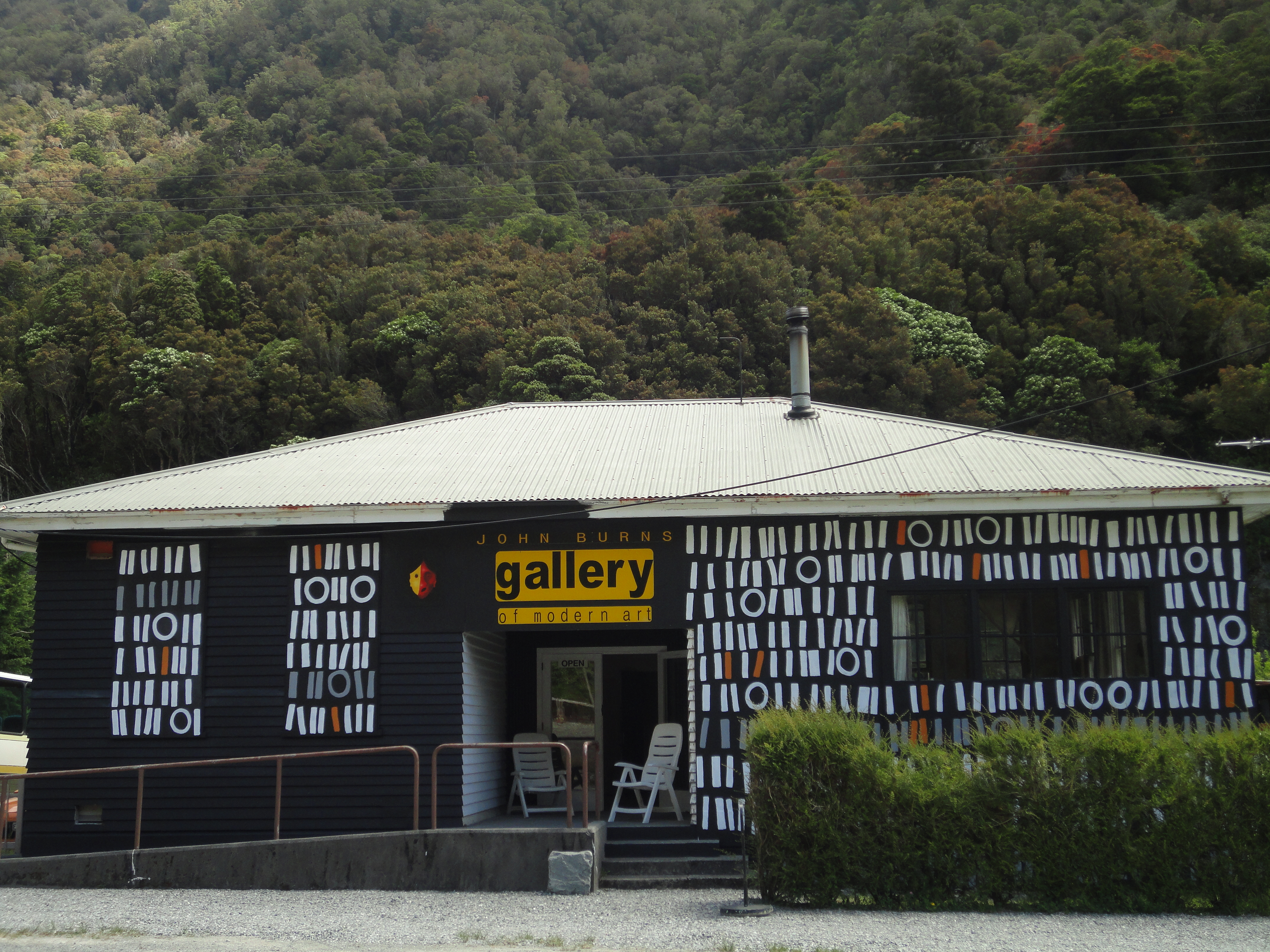
La galerie d’art “John Burns Gallery” d’Art Moderne se lotissant dans la vallée d’Ōtira

## Histoire
Otira était initialement un arrêt de la  diligence de la compagnie Cobb and Co (en) une société de diligence allant de la région de Canterbury à la West Coast.
Ultérieurement, la ligne de chemin de fer de la ligne du Midland fut étendue à partir de la ville de Stillwater jusqu’à la rivière Jacksons en 1894 puis jusqu’à la ville d’Otira en 1899, quand le col fut utilisé par les diligences pour circuler de Otira jusqu’au tunnel de chemin de fer d’Otira ouvert en 1923.
Durant la construction du tunnel, la ville d’Otira abrita environ 600 travailleurs et leurs familles. La station de chemin de fer d’Otira (en) fut ouverte le 13 novembre 1900 (après celle de  Goat Creek, le 15 octobre 1900), et fermée en février 1992 .
En 1950, la ville avait une population d’environ 350 habitants, mais celle-ci avait chuté à 11 habitants en 1988. 
Elle remonta à 87 habitants pour la ville d’Otira et ses environs selon le recensement de 2006 en Nouvelle-Zélande (en)), une augmentation de 30 résidents depuis 2001 et qui n'étaient plus que 44 résidents en 2010.

## Installations
Le centre-ville est formé principalement d’anciens logements du New Zealand Railways Department (en), la plupart ayant été construits initialement à Hamilton dans l’Île du Nord et transportés par bateaux pour être assemblés sur le site.
En plus de la station de chemin de fer, il y avait un pub, une station de pompiers et 18 maisons, dont 14 logements sont occupés par des locataires en 2010.
Du côté de la 'ville' d’Ōtira (à l’opposé du côté du village), l’ancien bureau de poste est toujours en place ainsi que la maison du maître de poste.
Le bureau de poste a été reconverti en galerie d’art: c’est la 'John Burns Gallery of Modern Art'. 
Le complexe présente des expositions de classe mondiale, qui surprennent de nombreux visiteurs venant dans le milieu des Alpes du Sud.
Une partie du village d’Otira fut achetée par Bill et Christine Hennah en 1998 pour 80 000 NZ$, et en 2010, fut mise en vente avec une demande de prix de 1,5 million de NZ$ ,.
Tout près de la ville se trouvent deux importants exploits de génie civil : le tunnel d’Otira et le viaduc d’Otira.

## Viaduc d’Otira

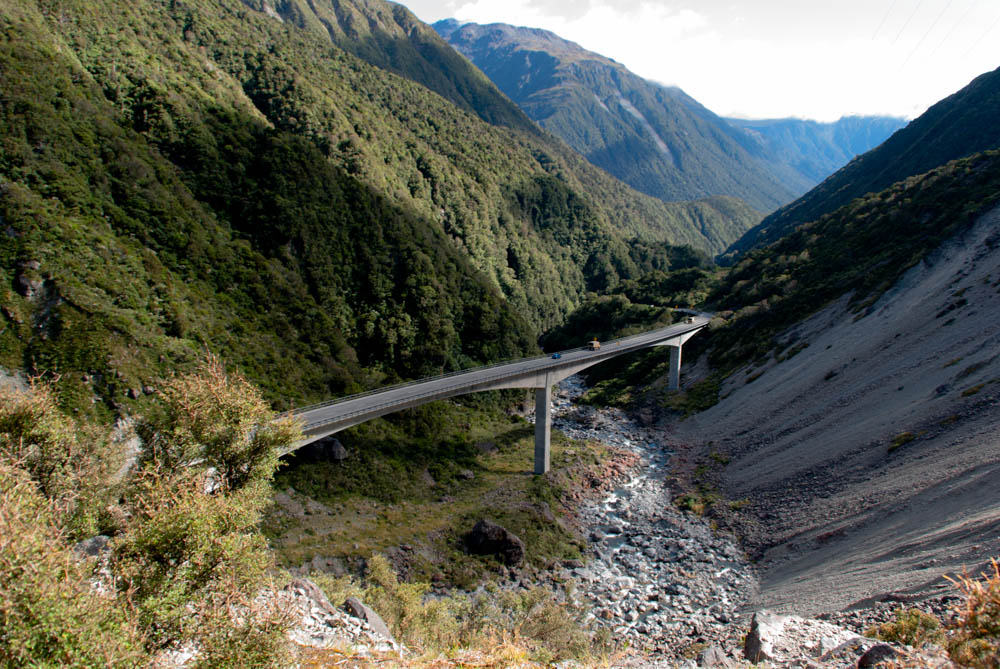
Le viaduc d’Otira

Le viaduc Otira est situé au sud de la localité d’Otira, entre la ville et le sommet d’Arthur's Pass. 
Terminé en 1999 par la société ‘McConnell Smith Pty Ltd’, il avait 440 m de long, quatre piliers et conduisait la route State Highway 73/S H 73 (en) au-dessus d’une étendue de terres instables, remplaçant une section de route étroite, sinueuse et dangereuse, qui était soumise à un grand risque d’avalanches, de glissements de terrain, occasionnant des fermetures fréquentes